# 鳳月杏
鳳月 杏（ほうづき あん、6月20日 - ）は、宝塚歌劇団月組に所属する男役。月組トップスター。
千葉県船橋市、国府台女子学院中学部出身。身長172cm。血液型A型。愛称は「ちなつ」。

## 来歴
2004年、宝塚音楽学校入学。
2006年、音楽学校卒業後、宝塚歌劇団に92期生として入団。入団時の成績は26番。宙組公演「NEVER SAY GOODBYE」で初舞台。その後、月組に配属。
2013年の「ベルサイユのばら」で、アンドレ役を演じる。
2014年12月28日付で花組へと組替え。
2015年の「スターダム」でバウホール公演初主演。
2019年4月29日付で、再び古巣の月組へと組替え。
2020年の「出島小宇宙戦争」（ドラマシティ・東京建物 Brillia HALL公演）で、月組3番手として東上公演初主演。
2021年、月城かなと・海乃美月トップコンビお披露目となる「川霧の橋／Dream Chaser」（博多座公演）より、新生月組の2番手に昇格。
2022年の「ELPIDIO」（KAAT神奈川芸術劇場・ドラマシティ公演）で、2度目の東上公演主演。
2024年7月8日付で月組トップスターに就任。入団19年目でのトップ就任は、トップ制度固定後では最も遅咲きとなった。相手役に天紫珠李を迎え、同年の全国ツアー公演「琥珀色の雨にぬれて／Grande TAKARAZUKA 110!」より、新トップコンビお披露目。

## 人物
3歳からクラシックバレエを習い、小学生の頃は授業が終わるとバレエのレッスンへ通っていた。自宅で宝塚の舞台映像を見ていたが、まさか自分が入るとは思っていなかった。
中学2年の時、身長が伸び始め、将来を考えた時に漠然と「宝塚」が脳裏に浮かぶ。宝塚の公演を見てみようと思い立ち、チケットを買って1人で花組の東京公演を観劇。初観劇だったが、なぜか初めて観た気がせず、そのまま音楽学校受験を決意した。

## 主な舞台

### 初舞台
- 2006年3 - 5月、宙組『NEVER SAY GOODBYE』（宝塚大劇場のみ）

### 月組時代
- 2006年7 - 8月、『暁（あかつき）のローマ』『レ・ビジュー・ブリアン』（東京宝塚劇場のみ）
- 2007年1 - 4月、『パリの空よりも高く』『ファンシー・ダンス』
- 2007年5月、『ハロー!ダンシング』（バウホール）
- 2007年8 - 11月、『MAHOROBA』『マジシャンの憂鬱』
- 2008年1月、『ホフマン物語』（バウホール）
- 2008年3 - 7月、『ME AND MY GIRL』
- 2008年9月、『グレート・ギャツビー』（日生劇場）
- 2008年11 - 2009年2月、『夢の浮橋』 - 新人公演：宰相中将（本役：星条海斗）『Apasionado!!』
- 2009年3月、『SAUDADE（サウダージ）-Jにまつわる幾つかの所以-』（梅田芸術劇場シアター・ドラマシティ・昭和女子大学人見記念講堂）
- 2009年5 - 8月、『エリザベート』 - 黒天使、新人公演：エルマー・バチャニー（本役：青樹泉／遼河はるひ）
- 2009年10 - 12月、『ラスト プレイ』 - 新人公演：ローレンス（本役：青樹泉）『Heat on Beat!（ヒート オン ビート）』
- 2010年2月、『HAMLET!!』（バウホール・日本青年館） - ギルデンスターン
- 2010年4 - 7月、『THE SCARLET PIMPERNEL（スカーレット ピンパーネル）』 - 公安委員、新人公演：アントニー・デュハースト（本役：青樹泉）
- 2010年9 - 11月、『ジプシー男爵-Der Zigeuner Baron-』 - 新人公演：ホモナイ伯爵（本役：青樹泉）、『Rhapsodic Moon（ラプソディック・ムーン）』
- 2010年12 - 2011年1月、『STUDIO 54（スタジオ フィフティフォー）』（ドラマシティ・日本青年館） - ピート・ムーン
- 2011年3 - 5月、『バラの国の王子』 - 新人公演：長女（本役：星条海斗）『ONE』
- 2011年7 - 10月、『アルジェの男』 - フィリップ、新人公演：ジャック（本役：龍真咲）『Dance Romanesque（ダンス ロマネスク）』
- 2011年11 - 12月、『アリスの恋人』（バウホール・日本青年館） - ヤマネ
- 2012年2 - 4月、『エドワード8世』 - フルーティ・メトカーフ、新人公演：ゴドフリー・トーマス（本役：明日海りお)『Misty Station』
- 2012年6 - 9月、『ロミオとジュリエット』 - 新人公演：死（本役：珠城りょう）
- 2012年10 - 11月、『春の雪』（バウホール・日本青年館） - 洞院宮治典
- 2013年1 - 3月、『ベルサイユのばら-オスカルとアンドレ編-』 - ヴェール／ロセロワ[注釈 1]、新人公演：アンドレ・グランディエ（本役：龍真咲／明日海りお）[21][7][22][23]
- 2013年5月、『月雲（つきぐも）の皇子（みこ）』（バウホール） - 穴穂皇子[12]
- 2013年7 - 10月、『ルパン-ARSÈNE LUPIN-』 - エメット、『Fantastic Energy!』
- 2013年11 - 12月、『JIN-仁-』 - 高岡玄斉『Fantastic Energy!』（全国ツアー）
- 2013年12月、『月雲（つきぐも）の皇子（みこ）』（天王洲 銀河劇場） - 穴穂皇子
- 2014年1月、『New Wave!-月-』（バウホール） メインキャスト[24][12]
- 2014年3 - 6月、『宝塚をどり』『明日への指針 -センチュリー号の航海日誌-』 - オスカー五等航海士／マドロス『TAKARAZUKA 花詩集100!!』 - 花の紳士／蘭の男A
- 2014年7 - 8月、『THE KINGDOM』（日本青年館・ドラマシティ） - ラトヴィッジ[12]
- 2014年9 - 12月、『PUCK（パック）』 - フルート、『CRYSTAL TAKARAZUKA-イメージの結晶-』

### 花組時代
- 2015年3 - 6月、『カリスタの海に抱かれて』 - マリウス・ベルトラム・ドゥ・シャレット、『宝塚幻想曲（タカラヅカ ファンタジア）』
- 2015年7 - 8月、『スターダム』（バウホール） - リアム バウ初主演[12][16]
- 2015年10 - 12月、『新源氏物語』 - 夕霧『Melodia-熱く美しき旋律-』
- 2016年2 - 3月、『Ernest in Love』（梅田芸術劇場・中日劇場） - レイン[注釈 2]／アルジャノン・モンクリーフ[注釈 2]
- 2016年4 - 7月、『ME AND MY GIRL』 - ランベス・クイーン[注釈 3]／ジャクリーン・カーストン（ジャッキー）[注釈 4][12]
- 2016年9月、『仮面のロマネスク』 - ジェルクール伯爵『Melodia-熱く美しき旋律-』（全国ツアー）
- 2016年11 - 2017年2月、『雪華抄（せっかしょう）』『金色（こんじき）の砂漠』 - 王ジャハンギール
- 2017年3 - 4月、『MY HERO』（TBS赤坂ACTシアター・ドラマシティ） - テリー・ベネット
- 2017年6 - 8月、『邪馬台国の風』 - アシラ『Santé!!』
- 2017年10月、『はいからさんが通る』（ドラマシティ・日本青年館） - 青江冬星[12]
- 2018年1 - 3月、『ポーの一族』 - ジャン・クリフォード
- 2018年5月、『あかねさす紫の花』 - 中大兄皇子[注釈 5]／天比古[注釈 4]『Sante!!』（博多座）[7][12]
- 2018年7 - 10月、『MESSIAH（メサイア）-異聞・天草四郎-』 - 松倉勝家『BEAUTIFUL GARDEN-百花繚乱-』[7]
- 2018年11 - 12月、『Delight Holiday』（舞浜アンフィシアター）
- 2019年2 - 4月、『CASANOVA』 - コンデュルメル夫人

### 月組時代
- 2019年6月、花組『恋スルARENA』（横浜アリーナ）[注釈 6]
- 2019年7 - 8月、『ON THE TOWN（オン・ザ・タウン）』（梅田芸術劇場） - オジー[14]
- 2019年10 - 12月、『I AM FROM AUSTRIA-故郷（ふるさと）は甘き調（しら）べ-』 - ヴォルフガング・エードラー
- 2020年2月、『出島小宇宙戦争』（ドラマシティ・東京建物 Brillia HALL） - カゲヤス 東上初主演[16][15]
- 2020年9 - 2021年1月、『WELCOME TO TAKARAZUKA-雪と月と花と-』『ピガール狂騒曲』 - アンリ・ゴーティエ＝ヴィラール（ウィリー）
- 2021年1月、『Eternità』（バウホール）[25]
- 2021年3月、『幽霊刑事（デカ）〜サヨナラする、その前に〜』（バウホール） - 早川篤[26]
- 2021年5 - 8月、『桜嵐記（おうらんき）』 - 楠木正時『Dream Chaser』[4]
- 2021年10 - 11月、『川霧の橋』 - 半次『Dream Chaser-新たな夢へ-』（博多座）[4][17]
- 2022年1 - 3月、『今夜、ロマンス劇場で』 - 俊藤龍之介『FULL SWING!』[27]
- 2022年5月、『Rain on Neptune』（舞浜アンフィシアター） - トリトン
- 2022年7 - 10月、『グレート・ギャツビー』 - トム・ブキャナン
- 2022年11 - 12月、『ELPIDIO（エルピディイオ）』（KAAT神奈川芸術劇場・ドラマシティ） - ロレンシオ 東上主演[18][19]
- 2023年2 - 4月、『応天の門』 - 在原業平『Deep Sea-海神たちのカルナバル-』
- 2023年8 - 11月、『フリューゲル-君がくれた翼-』 - ヘルムート・ヴォルフ『万華鏡百景色（ばんかきょうひゃくげしき）』
- 2024年1月、『G.O.A.T』（梅田芸術劇場）[28]
- 2024年3 - 7月、『Eternal Voice 消え残る想い』 - ヴィクター『Grande TAKARAZUKA 110!』

### 月組トップスター時代
- 2024年8 - 9月、『琥珀色の雨にぬれて』 - クロード・ドゥ・ベルナール公爵『Grande TAKARAZUKA 110!』（全国ツアー） トップお披露目公演[2][3]
- 2024年11 - 2025年3月、『ゴールデン・リバティ』 - ジェシー『PHOENIX RISING』 大劇場トップお披露目公演[29][30]
- 2025年4 - 5月、『花の業平』 - 在原業平『PHOENIX RISING』（全国ツアー）[31][32]
- 2025年7 - 11月、『GUYS AND DOLLS』 - スカイ・マスターソン[33]
- 2026年1 - 2月、『侍タイムスリッパー』（東京国際フォーラム・東京建物Brillia HALL 箕面）[34]
- 2026年4 - 7月、『RYOFU／水晶宮殿（クリスタルパレス）』[35]

## 出演イベント
- 2007年1月、『清く正しく美しく』
- 2008年3月、『ME AND MY GIRL』前夜祭
- 2012年4 - 5月、明日海りおディナーショー『Z-LIVE』
- 2014年12月、タカラヅカスペシャル2014『Thank you for 100 years』
- 2016年4月、『ME AND MY GIRL』前夜祭
- 2016年12月、タカラヅカスペシャル2016『Music Succession to Next』
- 2017年12月、タカラヅカスペシャル2017『ジュテーム・レビュー-モン・パリ誕生90周年-』
- 2018年12月、タカラヅカスペシャル2018『Say! Hey! Show Up!!』
- 2019年3月、仙名彩世ミュージック・サロン『Sen-se』[36]
- 2019年5月、鳳月杏ディナーショー『NEXT ONE』 主演[37]
- 2023年6月、鳳月杏ディナーショー『Gemini』 主演[38]
- 2025年12月、『TAKARAZUKA FANtastic Christmas in UMEDA』（梅田芸術劇場）

## TV出演
- 2014年12月、フジテレビ『2014 FNS歌謡祭』

## 受賞歴
- 2019年、『宝塚歌劇団年度賞』 - 2018年度努力賞[13]
- 2022年、『宝塚歌劇団年度賞』 - 2021年度努力賞[39]
- 2024年、『宝塚歌劇団年度賞』 - 2023年度努力賞[40]